# Station Bras Basah (MRT Singapur)

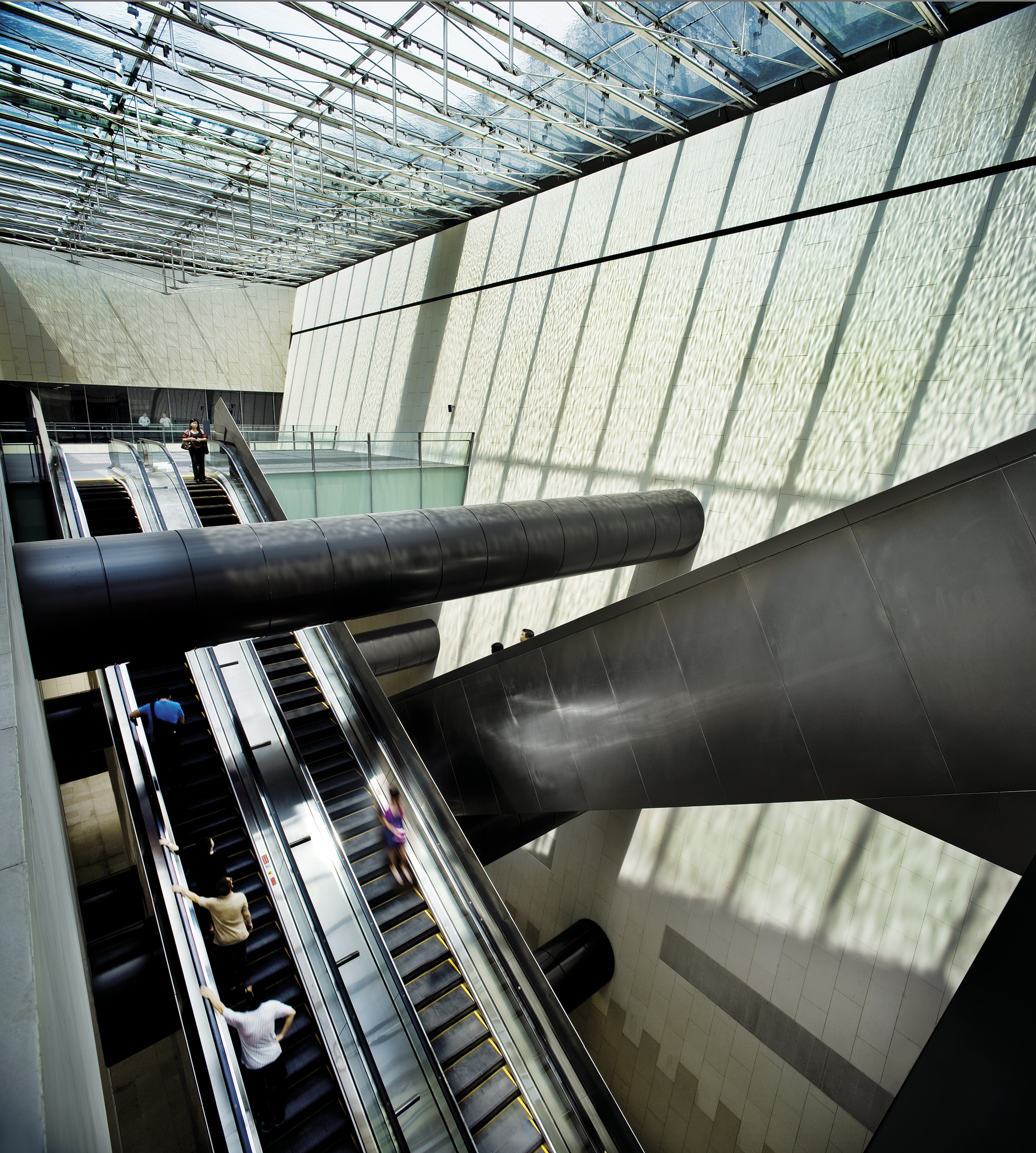
Bras Basah MRT Station

Die MRT-Station Bras Basah (CC2) ist eine U-Bahn-Station der Circle Line in Singapur.
Diese Station befindet sich neben der Singapore Management University und in unmittelbarer Nähe der MRT-Station Bencoolen der Downtown Line, auch wenn sie nicht direkt miteinander verbunden sind und in der Nähe des Singapore Art Museum und des National Museum of Singapore liegen. 
Bras Basah (moderne Schreibweise: Beras Basah) bedeutet auf Malaiisch „nasser Reis“.

## Geschichte
Die Station wurde im Rahmen des von der Land Transport Authority und dem Singapore Institute of Architects gemeinsam organisierten Marina Line Architectural Design Competition in Auftrag gegeben. Das Auswahlverfahren erforderte keinen Leistungsnachweis und wird von der Branche als eine der besten Ausschreibungen in Singapur anerkannt.
2009 erhielten die Designer von WOHA Architects beim World Architecture Festival die Auszeichnung „Bestes Verkehrsgebäude“.
Bei der Eröffnung des Bahnhofs am 17. April 2010 erklärte der Verkehrsminister Raymond Lim, der die Eröffnung leitete: „Die Circle Line wird die Qualität des öffentlichen Verkehrs verbessern – Häuser, Arbeitsplätze sowie soziale und Erholungsorte werden schneller und nahtloser miteinander verbunden.“ Er fügte hinzu, dass die Bahnhöfe Pendler mit den „Türschwellen wichtiger kultureller Ziele“ wie der Esplanade und Fort Canning verbinden werden.
Darüber hinaus gewann das Projekt 2011 das Chicago Athenaeum und das Europäische Zentrum für Architektur, Kunstdesign und Stadtforschung sowie weitere internationalen Architekturpreise. Diese Station wurde in Hellgate: London als Videospiel vorgestellt, als Windows Vista zusammenkam.

## Architektur
Die Station befindet sich 35 Meter unter der Erde, die Plattform der Insel befindet sich im 5. Untergeschoss. Es war die tiefste Station seit ihrer Eröffnung bis zum 22. Dezember 2013, als die Downtown Line an der MRT-Station Promenade fertiggestellt wurde. Es ist auch die Station mit der längsten Rolltreppe (41 Meter), die sich von der Tickethalle bis zur Transferebene erstreckt und ungefähr eine Minute Fahrtzeit benötigt.
Um Licht in die Station zu lassen, wurde ein reflektierendes Wasserbecken mit Glasscheiben außerhalb der Singapore Management University geschaffen.
Für diese Station wurde eine Videoarbeit für Art in Transit in Auftrag gegeben. Sie wird in 29 Ton- und Bildeinheiten präsentiert und handelt von einer Actionfigur, die in einer Reihe von Unterwasserabenteuern gefangen ist. Sie wird abends in der Empfangshalle des Bahnhofs gezeigt.